# Xylopia le-testui
Xylopia le-testui este o specie de plante angiosperme din genul Xylopia, familia Annonaceae, descrisă de François Pellegrin. Conține o singură subspecie: X. l. longepilosa.